# Método de captura de la conformación de los cromosomas

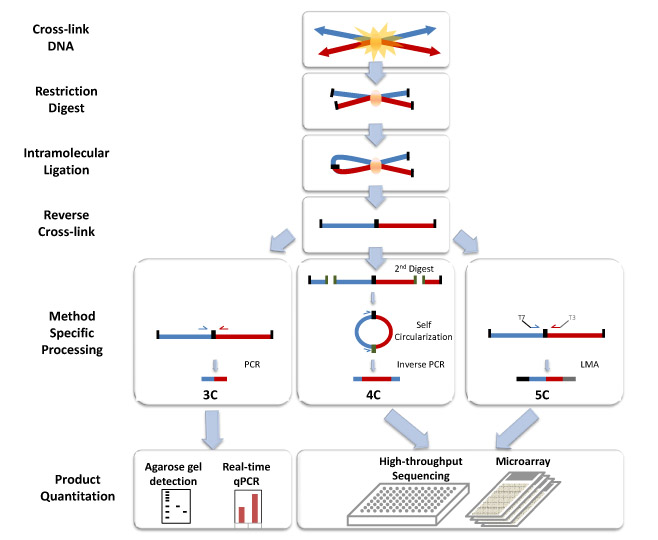
Tecnologías de captura de la conformación de los cromosomas

Las técnicas de captura de la conformación de los cromosomas (a menudo abreviados a tecnologías 3C) son un conjunto de métodos de biología molecular utilizados para analizar la organización espacial de cromatina en una célula. Estos métodos cuantifican el número de interacciones entre loci genómicos que están próximos en el espacio 3-D, pero pueden estar separados por muchos nucleótidos en el genoma lineal. Las frecuencias de interacción pueden ser analizadas directamente, o pueden ser convertidas a distancias y utilizadas para reconstruir estructuras 3D .
La diferencia entre los métodos 3C está en su objetivo. Por ejemplo, cuando se utiliza una PCR para detectar interacción en un experimento 3C, se cuantifican las interacciones entre dos fragmentos concretos. En contraste, Hi-C cuantifica interacciones entre todos los pares posibles de fragmentos simultáneamente. La secuenciación profunda del material producido por 3C también produce mapas de interacciones de todo el genoma.

## Historia
Históricamente, la microscopia era el método principal de investigar la organización nuclear, pueden ser datados desde 1590.
En 1879, Walther Flemming acuñó el término cromatina.
En 1883, August Weismann conectó la cromatina con la herencia.
En 1884, Albrecht Kossel descubrió las histonas.
En 1888, Sutton y Boveri propusieron la teoría de continuidad de cromatina durante el ciclo celular
En 1889, Wilhelm von Waldemeyer creó el término "cromosoma".
En 1928, Emil Heitz acuñó la Heterocromatina y la Eucromatina.
En 1942, Conrad Waddington postularon la epigenetica.
En 1948, Rollin Hotchkiss descubrió la metilación del ADN .
En 1953, Watson y Crick descubrieron la estructura en doble hélice del ADN .
En 1961, Mary Lyon postuló el principio de la inactivación del cromosoma X.
En 1973/1974, se descubrió la fibra de la cromatina .
En 1975, Chambon acuñó término nucleosoma.
En 1982, se descrubrieron los territorios del Cromosoma.
En 1984, John T. Lis innovó la técnica de inmunoprecipitación de cromatina.
En 1993, se publicó el ensayo de ligación nuclear, un método que podría determinar las frecuencias de circularización del ADN en solución. Este ensayo se usaba para mostrar que el estrógeno inducía la interacción entre el promotor del gen de prolactina y un activador próximo.
En 2002, Job Dekker introdujo la idea nueva de que matrices densas de frecuencias de interacción entre loci podrían ser usadas para determinar la organización espacial de los genomas. Esta idea era la base para su desarrollo del método de captura de la conformación de cromosomas (3C), publicado en 2002 por Job Dekker y colegas en el laboratorio Kleckner en Universidad de Harvard.
En 2003, se finalizóo el Proyecto de Genoma Humano.
En 2006, Marieke Simonis inventó el 4C. Dostie, en el Dekker laboratorio, inventó 5C.
En 2007, B. Franklin Pugh innovó con la técnica CHIP-seq.
En 2009, Lieberman-Aiden, y Job Dekker inventaron la técnica Hi-C, Melissa J. Fullwood inventó la técnica ChIA-pet.
En 2012, El grupo Ren , y los grupos dirigidos por Edith Oyó y Job Dekker descubrieron los dominios asociados topologicamente (TADs) en mamíferos. Nora, E.P., Lajoie, B.R., Schulz, P. ej., Giorgetti, L., Okamoto, I., Criado, N., Piolot, T., van Berkum, N.L., Meisig, J., Sedat, J., Gribnau, J., Barillot, E., Blüthgen, N., Dekker, J., Oído, E. Espacial partitioning of the regulatory landscape of the X-inactivation centre. Nature. 485(7398):381-385. https://doi.org/10.1038/nature11049</ref>
En 2018, Longzhi Tan y colaboradores investaron la técnica Dip-C.

## Métodos experimentales
Todos los métodos 3#C comienzan con unos pasos similares en una muestra de células.

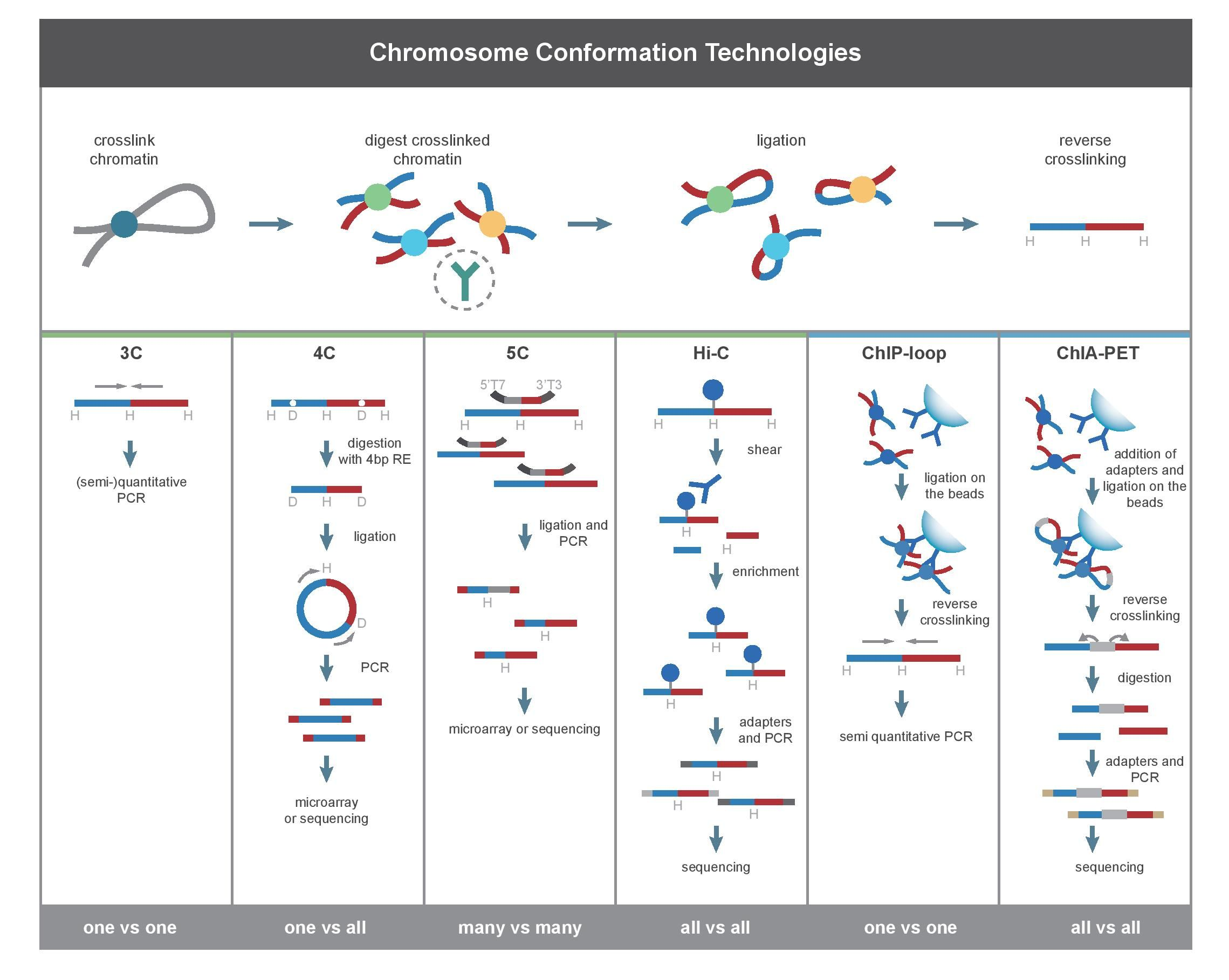
Comparación entre los métodos 3C y sus métodos derivados.

Primero, los genomas de célula son entrecruzados con formaldehído, el cual introduce uniones que "congelan" la interacción entre loci genómicos. El tratamiento más común es: 1-3% de formaldehído durante 10-30min a temperatura ambiente, aun así, es necesario una estandarización para impedir el entrecruzamiento proteína-ADN, ya que esto puede afectar negativamente a la eficacia de digestión en el paso siguiente. El genoma se corta en fragmentos con una endonucleasa de restricción. El tamaño de los fragmentos de restricción determina la resolución del mapeo de la interacción. Las enzimas utilizadas para este propósito pueden ser, por ejemplo, enzimas de restricción (REs) que reconocen secuencias de 6pbc, como EcoR1 o HindIII, dando como resultado cortes en el genoma una vez cada 4000bp, dando aproximadamente 1 millón de fragmentos en el genoma humano. Para realizar un mapeo más preciso de las interacciones, también se puede utilizar una enzima de restricción que reconozca 4bp. El siguiente paso es una ligación aleatoria. Esto tiene lugar a concentraciones bajas de ADN en presencia de la ADN ligasa T4, de forma que la ligación entre fragmentos entrecruzados sobre fragmentos no entrecruzados está favorecida. Posteriormente,los loci que interaccionan se cuantifican por métodos de PCR .

### Métodos originales

#### 3C (uno-vs-uno)
El experimento de captura de la conformación de los cromosomas (3C) cuantifica interacciones entre un par sólo de loci genómicos. Por ejemplo, 3C puede ser usado para comprobar un loci candidato de ser activador del promotor. Los fragmentos ligados son detectados utilizando PCR con primers conocidos.

#### 4C (uno-vs-todos)
El método de captura con chip de conformación de la cromatina (4C) captura interacciones entre un locus y todos los loci genómicos. Implica un segundo paso de ligación para crear fragmentos de ADN circulares, los cuales se forman mediante una PCR inversa. La PCR inversa permite utilizar la secuencia conocida para amplificar la secuencia desconocida ligada. En contraste a 3C y 5C, la técnica 4C no requiere conocimiento previo de las interacciones de las regiones cromosómicas. Los resultados obtenidos utilizando 4C son altamente reproducibles con la mayoría de las interacciones próximas que se detectan. En un solo microarreglo, pueden analizarse aproximadamente un millón de interacciones .[cita requerida]

#### 5C (muchos-vs-muchos)
El método de captura de la conformación de lo cromosomas en base a la copia de carbono (5C) detecta las interacciones entre todos los fragmentos de restricción dentro de una región dada, con el tamaño de esta región típicamente no mayor que una megabase.[2][30] Esto se hace ligando cebadores universales a todos los fragmentos. Sin embargo, 5C tiene una cobertura relativamente baja. La técnica 5C supera los problemas de unión en la etapa de ligación intramolecular y es útil para construir interacciones complejas de loci específicos de interés. Este enfoque no es adecuado para realizar interacciones complejas de todo el genoma, ya que requerirá el uso de millones de cebadores 5C.

#### Hi-C (todo-vs-todo)
Hi-C usa secuenciación de alto rendimiento para encontrar la secuencia nucleotídica de los fragmentos. El protocolo original utilizó paired end sequencing, el cual recupera una secuencia corta de cada final de cada fragmento ligado. Así, para un fragmento ligado dado, las dos secuencias obtenidas tendrían que representar dos sitios de restricción diferentes que fueron ligados en el paso de ligación aleatoria. El par de secuencias es individualmente alineado en el genoma, y por ello determina los fragmentos que implicaban el acontecimiento de ligación. De ahí, todos las interacciones por pares posibles entre fragmentos son examinadas.
Los investigadores intentan extender de la detección Hi-C a un estudio que se centra en la exploración de un tumor primario de cerebro. Con anterioridad a la exploración de tumores, Hi-C estaba focalizado principalmente en líneas de célula.

#### Dip- C

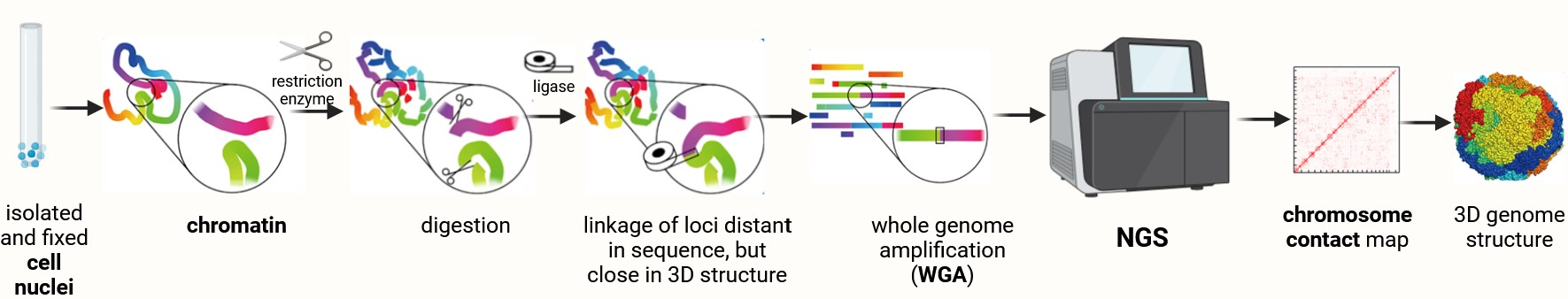
Técnica experimental de captura de la conformación de cromatina, Dip-c (Modificado de Tan et al., 2021)

Método de estudio de la estructura de la cromatina basado en una modificación de la técnica anterior de conformación de la cromatina, Hi-C, combinado con una amplificación de todo el genoma con alta cobertura por múltiple amplificación de “end-tagging” llamado META. En concreto, se modifica el paso de ligación con biotina del método Hi-C. Este tipo de técnicas requiere un análisis bioinformático posterior. Este algoritmo es capaz de resolver la mayoría de los contactos de la cromatina de cada haplotipo celular. Sin embargo, para resolver los haplotipos dudosos se establece un algoritmo en base a la hipótesis del vecindario. Ésta postula que dos haplotipos homólogos deben tener diferentes patrones de contacto y que, por tanto, los haplotipos desconocidos de un cromosoma deben contactar en una región cromosómica cercana o vecina. Los autores definen el vecindario como una superelipse con un exponente de 0.5 y un radio de 10 Mb.
Este método, a diferencia de los anteriores (3C, 4C, 5C y Hi-C), permite analizar la estructura de la cromatina de células diploides basándose en polimorfismos de un único nucleótido o SNPs. De este modo, se consigue establecer qué haplotipo celular está implicado en cada contacto cromosómico. El estudio llevado con este método confirma que detecta más contactos entre los cromosomas y un menor número de falsos positivos.

### Métodos basados en la captura de secuencia
Un gran número de métodos utiliza la captura de oligonucleotidos para enriquecer las bibliotecas de loci de interés en 3C y Hi-#C . Estos métodos incluyen Capture-C, NG Capture-C, Capture-3C, y Captura Hi-C. Estos métodos son capaces de producir mayor sensibilidad y resolución que las basadas en 4C.

### Métodos de célula individual (Single-cell)
Los métodos de Hi-C de single-cell se usan para investigar las interacciones que ocurren en células individuales.

### Métodos basados en immunoprecipitación

#### ChIP-loop
ChIP-loop combina métodos 3C con ChIP-seq para detectar interacciones entre dos loci de interés mediado por una proteína de interés. El ChIP-loop puede ser útil en identificar interacciones cis- y trans- de largo alcance mediada a través de proteínas ya que las colsiones de DNA frecuente no ocurren.[cita requerida]

#### Métodos de todo el genoma (genome-wide)
ChIA-PET combina Hi-C con ChIP-seq para detectar todas las interacciones mediante una proteína de interés. HiChIP fue diseñado para llevar a cabo análisis similares a ChIA-PETA pero con menos material de entrada.

## Impacto biológico
Los métodos 3#C han permitido un gran número de hitos biológicos, incluyendo el descubrimiento de características estructurales nuevas de los cromosomas, la creación de un catálogo de bucles de la cromatina, y ayudó a entender los mecanismos de control transcripcional (la disrupción de los cuales pueden conducir a desarrollar una enfermedad).
Los métodos 3#C han demostrado la importancia de la proximidad espacial de elementos reguladores a los genes que regulan. Por ejemplo, en tejidos que expresan genes de globina, el locus de control de la β-globina forma un bucle con estos genes. Este bucle no es encontrado en tejidos donde el gen no es expresado. Esta tecnología ha ayudado más al estudio de los cromosomas en la genética y la epigenética tanto en organismos de modelo como en humanos.
Estos métodos han revelado una organización a gran escala del genoma en dominios asociados topologicamente (TADs), los cuales se correlacionan con marcadores epigenéticos. Algunos TADs son trancripcionalmente activos, mientras otros están reprimidos. Muchos TADs han sido encontrados en D. melanogaster, ratón y humano. Además, CTCF y la cohesión desempeñan funciones importantes para determinar las TADs y las interacciones activadoras de promotor. Los resultados muestran que la orientación de los motivos de unión de CTCF en un bucle de activación del promotor deben estar enfrentados para encontrar su diana correcta.
El método de captura Hi-C ha permitido crear mapas de interacciones cromatínicas centradas en zonas específicas como pueden ser los promotores. Estos mapas han permitido asignar genes diana para los elementos reguladores en cis (tanto potenciadores como promotores). Además, muchos de los SNPs asociados con enfermedades  y rasgos fenotípicos se localizan en estas regiones, por lo que estos mapas han permitido caracterizar genes diana para estas variantes génicas. Esto permite entender la base molecular de enfermedades genéticas debidas a polimorfismos en zonas del ADN no codificantes.
La técnica Dip-C ha pérmitido localizar específicamente en la estructura 3D de los cromosomas cambios puntuales de secuencia de nucleótidos (SNPs) y delecciones de un fragmento de ADN. Asimismo, se la ha empleado para estudiar la interacción de regiones promotoras distales de un locus obteniendo resultados satisfactorios que concuerdan con experimentos anteriores. Esto supone una nueva vía de investigación para el estudio de enfermedades causadas por mutaciones específicas o delecciones que cambien la estructura de la cromatina.